# Stefan Staudinger

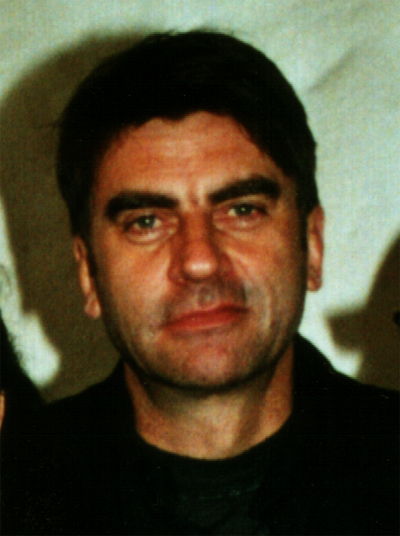
Stefan Staudinger 1996

Stefan Staudinger (* 1950) ist ein deutscher Schauspieler, Hörspiel-Synchron- und Werbesprecher.

## Leben
Seine Schauspielausbildung absolvierte er an der Ernst-Busch-Schule in Berlin. Seither hatte er diverse kleinere Rollen in den Fernsehserien Kommissariat 9, Tatort, Rosa Roth und Alarm für Cobra 11 – Die Autobahnpolizei. 2005 spielte er im Fernsehfilm Die Schokoladenkönigin mit. Sein Gesicht dürfte einem breiteren Publikum auch durch einen Werbespot der Fastfood-Kette McDonald’s bekannt sein.
Stefan Staudinger ist Stammsprecher des Schauspielers Robert Picardo in dessen Rolle als Der Doktor, das medizinisch-holografische Notfallprogramm (MHN) in der Serie Star Trek: Raumschiff Voyager und in der Rolle des Richard Woolsey in Stargate – Kommando SG-1 und Stargate Atlantis. Im Trickfilm Wallace & Gromit: Auf der Jagd nach dem Riesenkaninchen ist er die deutsche Stimme von PC McIntosh. In der Hörspielserie Gabriel Burns spricht er den Polizeiarzt Austin Mellencamp. Außerdem spricht er Dylan McDermott als Robert G. ‘Bobby’ Donnell in Practice – Die Anwälte und Loud Howard in der Animationsserie Dilbert. Des Weiteren spricht er die Figur Nesmith in der Serie Planet Max und Lt. John Graves Simcoe in Turn: Washington’s Spies. In der Lupin III-Reihe leiht er dem Inspektor Zenigata seine Stimme.
In den Animeserien Attack on Titan und Detektiv Conan sprach Staudinger jeweils die Charaktere Kitz Weilmann und Tomofumi Minami.

## Synchronrollen (Auswahl)
für John Hannah
- 1999: Die Mumie als Jonathan Carnahan
- 2001: Die Mumie kehrt zurück als Jonathan Carnahan
- 2008: Die Mumie – Das Grabmal des Drachenkaisers als Jonathan Carnahan
- 2012: Damages – Im Netz der Macht (Fernsehserie) als Rutger Simon
- 2016–2017: Marvel’s Agents of S.H.I.E.L.D. (Fernsehserie) als Holden Radcliffe

für Will Ferrell
- 1999: Ich liebe Dick als Bob Woodward
- 2004: Anchorman – Die Legende von Ron Burgundy als Ron Burgundy
- 2006: Ricky Bobby – König der Rennfahrer als Ricky Bobby
- 2008: Semi-Pro als Jackie Moon
- 2014: Anchorman – Die Legende kehrt zurück als Ron Burgundy

### Filme
- 1990: Pretty Woman als Stadionsprecher
- 1993: Labyrinth – Liebe ohne Ausweg als David (Judd Nelson)
- 1994: Priscilla – Königin der Wüste als Anthony „Tick“ Belrose/ Mitzi Del Bra (Hugo Weaving)
- 1998: Bram Stoker: Dark World als Nestor Tibbot (Hardee T. Lineham)
- 1998: Shakespeare in Love als Will Kempe (Patrick Barlow)
- 1999: Kayla – Mein Freund aus der Wildnis als Sergeant (Carl Marotte)
- 1999: Notting Hill als Mann im Restaurant (Dorian Lough)
- 2001: Pearl Harbor als älterer Doktor (John Diehl)
- 2002: Sherlock als Mycroft Holmes (Richard E. Grant)
- 2003: Im Dutzend billiger als Bill Shenk (Alan Ruck)
- 2003: The Skulls II als Dr. Phillip Sprague (Simon Reynolds)
- 2005: Wallace & Gromit – Auf der Jagd nach dem Riesenkaninchen als PC Mackintosh (Peter Kay)
- 2005: Santa’s Slay – Blutige Weihnachten als Captain Caulk (Michael David Simms)
- 2005: Das Schwiegermonster als Dr. Paul Chamberlain (Stephen Dunham)
- 2006: The Contract als Deputy Evans (Ned Bellamy)
- 2007: Der Sohn von Rambow als Bruder Joshua (Neil Dudgeon)
- 2007: Das Waisenhaus als Balaban (Edgar Vivar)
- 2007: Zimmer 1408 als Clay (William Armstrong)
- 2008: Mitarbeiter des Monats als Glen Gary (Tim Bagley)
- 2008: Big Fat Important Movie als Adolf Hitler (Benton Jennings)
- 2009: The Tournament als Gene Walker (John Lynch)
- 2009: W. – Ein missverstandenes Leben als Ari Fleischer (Rob Corddry)
- 2009: Die nackte Wahrheit als Craig Ferguson (Craig Ferguson)
- 2010: Die Hochzeitsplaner – Band Baaja Baaraat als Bittoos Vater (Govind Pandey)
- 2011: My Week with Marilyn als Sir Kenneth Clark (Pip Torrens)
- 2012: Weihnachten mit Holly (als Schulleiter)

### Serien
- 1990–1993: Zorro – Der schwarze Rächer als Don Diego de la Vega/ Zorro (Duncan Regehr)
- 1995–2001: Star Trek: Raumschiff Voyager als Der Doktor (Robert Picardo)
- 1996: Magnum als Dave Gilbert/Lieutenant Dan Cook (Mark Withers/Allen Williams)
- 1997–2003: Practice – Die Anwälte als Robert G. „Bobby“ Donnell (Dylan McDermott)
- 2001–2002: Ed – Der Bowling-Anwalt als Dennis Martino (John Slattery)
- 2002–2009: Scrubs – Die Anfänger als Dr. Zeltzer (Bob Clendenin)
- 2003: JAG – Im Auftrag der Ehre als Lieutenant Whitehall (Harry van Gorkum)
- 2004–2005: Jack & Bobby als Peter Benedict (John Slattery)
- 2004–2007: Stargate – Kommando SG-1 als Richard Woolsey (Robert Picardo)
- 2005–2009: Robot Chicken als Imperator Palpatine/ Friseur (Seth MacFarlane)
- 2006–2009: Stargate Atlantis als Richard Woolsey (Robert Picardo)
- seit 2006: American Dad als Gott (Seth MacFarlane)
- 2007–2008: Heroes als Bob Bishop (Stephen Tobolowsky)
- 2008: Supernatural als Dracula (Todd Stashwick)
- 2008–2009: Transformers: Animated in verschiedenen Rollen (Tom Kenny)
- 2008–2009: Gary Unmarried als Dr. Walter Krandall (Ed Begley Jr.)
- 2008–2011: The West Wing – Im Zentrum der Macht als Secret Service Agent Ron Butterfield (Michael O’Neill)
- 2009: Medium – Nichts bleibt verborgen als Dr. Thomas Statler (Oded Fehr)
- 2009–2010: Dark Blue als Lt. Carter Shaw (Dylan McDermott)
- 2010: Dexter als Earl (Patrick Labyorteaux)
- 2011: V – Die Besucher als Eli Cohn (Oded Fehr)
- 2011–2014: Californication als Stu Baggs (Stephen Tobolowsky)
- 2013: Happily Divorced als Neil (Harry Van Gorkum)
- 2013–2014: Devious Maids – Schmutzige Geheimnisse als Adrian Powell (Tom Irwin)
- 2013–2015: Getting On – Fiese alte Knochen als Dr. Paul Stickley (Mark Harelik)
- 2013–2015: Law & Order: Special Victims Unit als Dr. Peter Lindstrom (Bill Irwin)
- 2014: Teen Wolf als Mr. Tate (Todd Stashwick)
- 2014: Die Dschungelhelden als Bob
- 2014: Dumm Fu als Ruppert
- 2014–2017: Turn: Washington’s Spies als John Graves Simcoe (Samuel Roukin)
- 2017: Ninjago als Krux
- 2020: Treadstone als Dr. Martin Wells (Finbar Lynch)
- 2021: The Blacklist als Geoffrey Hill (Robert Emmet Lunney) (Folge 8x12)
- 2022: Andor als Colonel Petigar (Richard Katz)

## Hörspiele (Auszug)
- 2020: David Bredel & Florian Fickel: Der Maskierte vom East End (Der junge Sherlock Holmes 1), Floff Publishing/Audible